# Ossago Lodigiano
Ossago Lodigiano är en ort och kommun i provinsen Lodi i regionen Lombardiet i Italien. Kommunen hade 1 433 invånare (2018).